# Wedge Tomb von Carranduff
Das Wedge Tomb von Carranduff liegt im gleichnamigen Townland (irisch An Corrán Dubh) abseits der Straße zwischen Enniscrone und Easky im County Sligo in Irland. Das Wedge Tomb befindet sich am Ende eines Feldwegs auf einer Wiese unmittelbar an der Küste. Auf älteren Karten ist es auch als Carrigeenmullowna verzeichnet.
Von der trapezförmigen Anlage sind noch die Seitenwände erhalten. Ein großer Trennstein (1,65 × 0,50 × 0,90 m) markiert vermutlich den Zugang vom Vorraum zur Galerie. Diese ist auf der Südseite durch fünf größere (zwischen 0,35 und 1,25 m hohe) Steine begrenzt. Auf der gegenüberliegenden Nordseite sind es zehn zwischen 0,15 und 0,50 m hohe Steine.